# 필명
필명(筆名)은 작가가 작품을 발표할 때 쓰는 가명이다. 펜 네임(pen name)이라고 부르기도 한다.
필명을 사용하는 이유는 제각각이다. 브론테 자매의 경우는 여자 이름으로 작품을 발표하면 당시의 영국 사회에 존재했던 남녀 차별 때문에 출판 자체가 안 되거나, 여자라는 이유로 업신여길까 우려해서 남자 이름을 필명으로 사용했다. 작품에 따라 다른 이름을 쓰는 경우도 있다. 루이스 캐럴의 경우는 논리학에 관한 논문을 발표할 때에는 본명인 찰스 루트위지 도지슨을 사용했다. 장제스도 중요한 글을 발표한 때에는 본명인 장중정을 필명으로 사용했다.
본명이 너무 길거나 읽기 어려울 경우 간단한 필명을 만들어서 사용할 수도 있다.

## 같이 보기
- 자 (이름)
- 위경
- 링 네임
- 예명